# Ягаре
Ягаре (серб. Јагаре / Jagare) — село в общине Баня-Лука Республики Сербской Боснии и Герцеговины. Население составляет 1407 человек по переписи 2013 года.